# Piotr Sysojew
Piotr Pietrowicz Sysojew (ros. Пётр Петрович Сысоев, ur. 9 stycznia?/22 stycznia 1912 we wsi Popaniewo w guberni wiackiej, zm. 1986) – radziecki polityk, przewodniczący Prezydium Rady Najwyższej Udmurckiej ASRR w latach 1959-1977, zastępca przewodniczącego i p.o. przewodniczącego Prezydium Rady Najwyższej Rosyjskiej FSRR w 1966.
1934-1936 służył w Armii Czerwonej, 1936-1939 dyrektor stanicy maszynowo-traktorowej, od 1938 w WKP(b), 1939-1943 instruktor i zastępca szefa wydziału gospodarki wiejskiej Udmurckiego Komitetu Obwodowego WKP(b), 1943-1946 I sekretarz Grachowskiego Komitetu Obwodowego WKP(b) w Udmurckiej ASRR, 1946-1949 studiował w Wyższej Szkole Partyjnej przy KC WKP(b), 1949-1952 I sekretarz Komitetu Obwodowego WKP(b) w Głazowie w Udmurckiej ASRR, od sierpnia 1952 sekretarz Udmurckiego Komitetu Obwodowego WKP(b) i równocześnie przewodniczący Rady Ministrów Udmurckiej ASRR (do grudnia 1959). Od 12 marca 1959 do 27 grudnia 1977 przewodniczący Prezydium Rady Najwyższej Udmurckiej ASRR.

## Odznaczenia
- Order Lenina
- Order Rewolucji Październikowej
- Order Czerwonego Sztandaru Pracy (dwukrotnie)
- Order „Znak Honoru” (dwukrotnie)
- Order Wojny Ojczyźnianej I klasy